# Karla Homolka
Karla Leanne Homolka (ur. 4 maja 1970 w Port Credit, Ontario) – kanadyjska seryjna morderczyni. Razem z mężem Paulem Bernardo zamordowała 3 młode kobiety, w tym własną siostrę. Karla zwabiała ofiary do domu, gdzie następnie były one gwałcone i zabijane przez Paula. Gdy zmarła jej siostra, Karla powiedziała, że ta się zakrztusiła. W rzeczywistości Karla podała jej zbyt dużą dawkę narkotyków, co spowodowało zgon. Za wszystkie morderstwa otrzymała wyrok dwunastu lat pozbawienia wolności, natomiast Paul został skazany na dożywotnie pozbawienie wolności. Kobieta opuściła więzienie w 2005 roku. Wyszła ponownie za mąż za Thierryego Bordelais, brata swojego prawnika i ma z nim trójkę dzieci.

## Ofiary Homolki i Bernardo
- Tammy Homolka
- Leslie Mahaffy
- Kristen French